# Lycosa nigropunctata
Lycosa nigropunctata este o specie de păianjeni din genul Lycosa, familia Lycosidae, descrisă de Rainbow, 1915.
Este endemică în South Australia. Conform Catalogue of Life specia Lycosa nigropunctata nu are subspecii cunoscute.